# Pedocotyle minima
Pedocotyle minima är en plattmaskart. Pedocotyle minima ingår i släktet Pedocotyle och familjen Diclidophoridae. Inga underarter finns listade i Catalogue of Life.